# شاه‌شکار (مجموعه تلویزیونی)
شاه‌شکار یک مجموعهٔ تلویزیونی ایرانی به کارگردانی «سعید نیک‌پور» است که در سال ۱۳۶۱ در قالب یک مجموعهٔ سه‌گانه تحت عنوان «قرن سرنوشت» تولید و در سال ۱۳۶۲ از شبکه ۱ سیمای جمهوری اسلامی ایران پخش گردید.

## خلاصه داستان
این مجموعه تلویزیونی، فصلی از زندگی ناصرالدین‌شاه قاجار و ماجرای قتل او را به دست میرزا رضای کرمانی، به تصویر می‌کشد.

## بازیگران و عوامل تولید

### بازیگران
- هوشنگ بهشتی در نقش «ناصرالدین‌شاه قاجار»
- سعید نیک‌پور در نقش «میرزا رضای کرمانی»
- فخرالدین صدیق‌شریف در نقش «سید جمال‌الدین اسدآبادی»
- محمد مطیع
- سیاوش طهمورث
- هادی مرزبان
- رضا فیاضی
- داریوش مؤدبیان
- غلامحسین لطفی
- مرتضی ضرابی
- حمید مهرآرا
- سروش خلیلی
- غلامرضا طباطبایی
- اکبر رحمتی
- محمد پورستار

### عوامل تولید
- تهیه‌کننده و کارگردان هنری: سعید نیک‌پور
- کارگردان تلویزیونی: حسین فردرو
- فیلمنامه: پرویز زاهدی
- تصویر برداران: داود عبدالحسین‌زاده، مهدی مستوفی
- موسیقی: کامبیز روشن‌روان
- فرمت تصویر: ویدئویی
- محصول: گروه فیلم و سریال و تئاتر شبکه ۱ سیمای جمهوری اسلامی ایران
- سال تولید و پخش: ۱۳۶۲-۱۳۶۱